# Iyuku
Iyuku („mládě/embryo“ v xhoštině) byl rod menšího býložravého ornitopodního dinosaura z čeledi Dryosauridae. Formálně byl popsán v létě roku 2022 jako Iyuku raathi.

## Objev a popis
Holotyp nese označení AM 6067 a byl objeven v hromadném nalezišti s fosiliemi přinejmenším 27 exemplářů, z toho mnoha mláďat v rúzném vývojovém stadiu (odtud rodové jméno). Fosilie byly objeveny a odkryty při třech paleontologických expedicích v letech 1995 až 1999, od roku 2012 byly tyto fosilní exempláře známé jako Kirkwoodský taxon (byly objeveny v sedimentech geologického souvrství Kirkwood). Fosilie pocházejí z období rané křídy, konkrétněji věku valang (před 140 až 133 miliony let). Druhové jméno je poctou jihoafrickému paleontologu Mikeu Raathovi.

## Zařazení
Tento malý ornitopod náležel do čeledi štíhle stavěných a relativně rychle se pohybujících ornitopodů dryosauridů (vzdáleně příbuzných například větším a později žijícím iguanodontům, resp. kladu Ankylopollexia). Nejbližšími příbuznými tohoto rodu jsou taxony Dysalotosaurus a Dryosaurus.